# Google Dịch
Google Dịch (tên tiếng Việt chính thức, lúc đầu gọi là Google Thông dịch, tên tiếng Anh là Google Translate) là một công cụ dịch thuật trực tuyến do Google phát triển. Nó cung cấp giao diện trang web, ứng dụng trên thiết bị di động cho hệ điều hành Android và iOS và giao diện lập trình ứng dụng giúp nhà phát triển xây dựng tiện ích mở rộng trình duyệt web và ứng dụng phần mềm. Google Dịch hỗ trợ hơn 100 ngôn ngữ ở các cấp khác nhau và kể từ tháng 5 năm 2017, đã phục vụ hơn 500 triệu người mỗi ngày.
Nó dùng để dịch tự động một đoạn văn ngắn, hoặc một trang web sang ngôn ngữ khác, đối với tài liệu có kích thước lớn người dùng cần tải lên cả tài liệu để dịch. Người dùng sau khi xem bản dịch có thể hỗ trợ Google cách dịch khác khi thấy kết quả không được tốt, hỗ trợ này có thể được sử dụng trong các lần dịch sau.
Ra mắt vào tháng 4 năm 2006 như một dịch vụ dịch máy thống kê, nó đã sử dụng bảng điểm Quốc hội của Liên Hợp Quốc và Châu Âu để thu thập dữ liệu ngôn ngữ. Thay vì dịch trực tiếp ngôn ngữ, trước tiên nó dịch văn bản sang tiếng Anh và sau đó sang ngôn ngữ đích. Trong khi dịch, nó tìm kiếm các mẫu trong hàng triệu tài liệu để giúp quyết định bản dịch tốt nhất. Độ chính xác của nó đã bị chỉ trích và nhạo báng nhiều lần. Vào tháng 11 năm 2016, Google đã thông báo rằng Google Dịch sẽ chuyển sang một công cụ dịch máy mô phỏng dây thần kinh - Google Neural Machine Translation (GNMT) - dịch "toàn bộ câu tại một thời điểm, chứ không phải từng mảnh một. Nó sử dụng ngữ cảnh rộng hơn này để giúp nó tìm ra bản dịch phù hợp nhất, sau đó nó sắp xếp lại và điều chỉnh để giống như một người nói với ngữ pháp thích hợp hơn". Ban đầu GNMT chỉ được kích hoạt cho một vài ngôn ngữ trong năm 2016, nhưng nó đang dần được sử dụng cho nhiều ngôn ngữ hơn.

## Lịch sử
Google Dịch là một dịch vụ dịch thuật miễn phí do Google phát triển vào tháng 4 năm 2006. Nó dịch nhiều dạng văn bản và phương tiện như từ, cụm từ và trang web.
Ban đầu Google Dịch được phát hành dưới dạng bản dịch máy thống kê (Statistical Machine Translation - SMT). Dịch văn bản được yêu cầu sang tiếng Anh trước khi dịch sang ngôn ngữ đã chọn là một bước bắt buộc mà nó phải thực hiện. Vì SMT sử dụng các thuật toán tiên đoán để dịch văn bản, nên nó có độ chính xác ngữ pháp kém. Tuy nhiên, ban đầu, Google đã không thuê chuyên gia để giải quyết hạn chế này do bản chất ngôn ngữ không ngừng phát triển.
Vào tháng 1 năm 2010, Google đã giới thiệu ứng dụng Android và phiên bản iOS vào tháng 2 năm 2011 để phục vụ như một thông dịch viên cá nhân di động. Tính đến tháng 2 năm 2010, nó đã được tích hợp vào các trình duyệt như Chrome và đã có thể phát âm văn bản, tự động nhận ra các từ trong hình ảnh và phát hiện các văn bản và ngôn ngữ lạ.
Vào tháng 5 năm 2014, Google đã mua lại Word Lens để cải thiện chất lượng bản dịch trực quan và giọng nói. Nó có thể quét văn bản hoặc hình ảnh với thiết bị của một người và dịch nó ngay lập tức. Hơn nữa, hệ thống tự động nhận dạng các ngôn ngữ nước ngoài và dịch lời nói mà không yêu cầu các cá nhân nhấn nút micro bất cứ khi nào cần dịch tiếng nói.
Vào tháng 11 năm 2016, Google đã chuyển đổi phương thức dịch sang một hệ thống gọi là "Dịch máy mô phỏng hệ thống thần kinh" - Neural Machine Translation. Nó sử dụng các kỹ thuật Deep Learning để dịch toàn bộ các câu tại một thời điểm và đảm bảo độ chính xác cao hơn.
Tính đến năm 2018, nó dịch hơn 100 tỷ từ mỗi ngày.

## Chức năng
Google Dịch có thể dịch nhiều dạng văn bản và phương tiện, bao gồm văn bản, giọng nói, hình ảnh, trang web hoặc video theo thời gian thực, từ ngôn ngữ này sang ngôn ngữ khác. Đến thời điểm tháng 2 năm 2016, công cụ này đã hỗ trợ đến 103 ngôn ngữ với mức độ khác nhau và phục vụ mỗi ngày 200 triệu lượt người sử dụng. Đối với một số ngôn ngữ, Google Dịch có thể phát âm văn bản được dịch, làm nổi bật các từ và cụm từ tương ứng trong văn bản nguồn và văn bản đích, và hoạt động như một từ điển đơn giản cho các từ đơn được đưa vào. Nếu chọn "Phát hiện ngôn ngữ", văn bản bằng ngôn ngữ không xác định có thể được xác định tự động. Nếu người dùng nhập URL vào văn bản nguồn, Google Translate sẽ tạo ra một liên kết đến một bản dịch máy của trang web. Người dùng có thể lưu các bản dịch vào "một kho từ đã dịch" để sử dụng sau này. Đối với một số ngôn ngữ, văn bản có thể được nhập thông qua bàn phím ảo, thông qua nhận dạng chữ viết tay, hoặc nhận dạng tiếng nói.
- Chức năng hỗ trợ từ phía người dịch: người dùng có thể sửa bản dịch của Google đưa ra nếu muốn, chức năng này có tác dụng gia tăng chất lượng theo thời gian và có hầu hết trong các dịch vụ dịch tự động trực tuyến. Đây là hoạt động tương tác rất quan trọng, là một hình thức huy động trí tuệ của cả cộng đồng.

Tìm kiếm cho en.wikipedia-một trang viết bằng tiếng Anh, có liên kết [dịch trang này] màu xanh trong ô ngoặc vuông bên phải cạnh đường link để dịch tự động

- Tích hợp vào dịch vụ tìm kiếm của Google: trong tìm kiếm nếu phát hiện trong kết quả tìm kiếm có đường dẫn là một ngoại ngữ, ngay bên cạnh có liên kết trong dấu ngoặc vuông là [dịch trang này] màu xanh.
- Tìm kiếm được dịch (Translated Search): là chức năng tìm kiếm bằng tiếng mẹ đẻ trên các trang web bằng tiếng nước ngoài, chẳng hạn muốn tìm về máy tính trên các tư liệu bằng tiếng Pháp nhưng lại không biết nghĩa tương đương của từ này. Khi đó người dùng vẫn có thể tìm kiếm bằng cách gõ cụm từ "máy tính" vào ô "ngôn ngữ của tôi" và chọn ngôn ngữ tiếng Pháp của website mà họ cần tìm kiếm, Google sẽ tự động phiên dịch từ khóa thành ordinateur (nghĩa tiếng Pháp của máy tính) và tìm kiếm trong kho lưu trữ sau đó cho ra kết quả phù hợp với từ khóa đã được dịch đó. Kết quả được chia làm hai cột, cột bên trái là các liên kết đã được dịch ra tiếng Việt, cột bên phải là các liên kết của ngôn ngữ gốc mà trong ví dụ này là tiếng Pháp.
- Dịch nhanh: là chức năng được mặc định, theo đó thì khi người dùng khi copy đoạn văn bản vào ô cần dịch thì ngay lập tức đoạn văn bản sẽ được chuyển sang ngôn ngữ đích mà không cần phải nhấn nút Dịch, điều này có mục đích tích kiệm thời gian.
- Đóng góp tài liệu: nếu có một lượng lớn tài liệu song ngữ người dùng có thể trợ giúp cho Google Dịch thuật bằng cách cung cấp các tài liệu song ngữ này, điều đó làm tăng chất lượng các bản dịch với điều kiện các tài liệu đó phải có chất lượng cao.[17]

## Phương pháp
Trước năm 2016, Google Dịch thuật dựa trên nền tảng gọi là dịch máy theo nguyên tắc dịch máy thống kê. Người đứng đầu chương trình dịch máy của Google là Franz-Josef Och - từng đoạt giải nhất cuộc thi DARPA (viết tắt của từ Defense Advanced Research Projects Agency, một cơ quan của chính phủ Mỹ có trách nhiệm phát triển công nghệ mới phục vụ cho quân đội) về tốc độ dịch tự động vào năm 2003.
Không giống như các công cụ khác như Babel Fish, AOL và Yahoo sử dụng SYSTRAN, Google Dịch thuật sử dụng phần mềm của riêng họ, chương trình này không đi quá sâu vào các quy luật phức tạp về ngữ pháp mà sử dụng phương pháp được họ gọi là thống kê kiến thức, có nghĩa là chương trình sẽ được nạp vào hàng tỉ văn bản đã được dịch sẵn của con người sau đó thực hiện các thao tác phân tích nhằm tìm ra sự tương đồng với các yêu cầu của người dùng rồi trả về kết quả. Chất lượng dịch được tăng lên theo thời gian khi mà các văn bản ngày càng được nạp vào nhiều hơn với cấu trúc và ngữ cảnh ngày càng đa dạng.
Hiện nay, Google Dịch sử dụng công nghệ Dịch máy Neural (Neural Machine Translation - NMT) đối với phần lớn các cặp ngôn ngữ, cho kết quả chính xác hơn so với các phương pháp khác.

## Các giai đoạn phát triển
(Sắp xếp theo thứ tự thời gian)
- Giai đoạn đầu:
  - Tiếng Anh sang tiếng Ả Rập
  - Tiếng Anh sang tiếng Pháp
  - Tiếng Anh sang tiếng Đức
  - Tiếng Anh sang tiếng Tây Ban Nha
  - Tiếng Pháp sang tiếng Anh
  - Tiếng Đức sang tiếng Anh
  - Tiếng Tây Ban Nha sang tiếng Anh
  - Tiếng Ả Rập sang tiếng Anh
- Giai đoạn 2:
  - Tiếng Anh sang tiếng Bồ Đào Nha
  - Tiếng Bồ Đào Nha sang tiếng Anh
- Giai đoạn 3:
  - Tiếng Anh sang tiếng Ý
  - Tiếng Ý sang tiếng Anh
- Giai đoạn 4:
  - Tiếng Anh sang tiếng Trung (giản thể) phiên bản BETA
  - Tiếng Anh sang tiếng Nhật phiên bản BETA
  - Tiếng Anh sang tiếng Triều Tiên phiên bản BETA
  - Tiếng Trung (giản thể) sang tiếng Anh phiên bản BETA
  - Tiếng Nhật sang tiếng Anh phiên bản BETA
  - Tiếng Triều Tiên sang tiếng Anh phiên bản BETA
- Giai đoạn 5: (vào khoảng tháng 12 năm 2006)
  - Tiếng Anh sang tiếng Nga phiên bản BETA
  - Tiếng Nga sang tiếng Anh phiên bản BETA
- Giai đoạn 6: (vào khoảng tháng 4 năm 2006)
  - Tiếng Anh sang tiếng Ả Rập phiên bản BETA
  - Tiếng Ả Rập sang tiếng Anh phiên bản BETA
- Giai đoạn 7: (vào khoảng tháng 2 năm 2007)
  - Tiếng Anh sang tiếng Trung (phồn thể) phiên bản BETA
  - Tiếng Trung (phồn thể) sang tiếng Anh phiên bản BETA
  - Chuyển đổi giữa tiếng Trung giản thể và Tiếng Trung phồn thể phiên bản BETA
- Giai đoạn 8: (vào khoảng tháng 10 năm 2007)
  - Có tất cả 25 cặp ngôn ngữ được dịch.
- Giai đoạn 9:
  - Tiếng Anh sang tiếng Hindi (Ấn Độ) phiên bản BETA
  - Tiếng Hindi sang tiếng Anh phiên bản BETA
- Giai đoạn 10: (trong giai đoạn này với việc áp dụng kiểu dịch trung gian, Google Translate có thể dịch qua lại bất cứ cặp ngôn ngữ nào có trong hệ thống) (vào khoảng tháng 5 năm 2008)
  - Tiếng Bulgaria
  - Tiếng Croatia
  - Tiếng Séc
  - Tiếng Đan Mạch
  - Tiếng Phần Lan
  - Tiếng Hindi
  - Tiếng Na Uy
  - Tiếng Ba Lan
  - Tiếng România
  - Tiếng Thụy Điển
- Giai đoạn 11: (ngày 25 tháng 9 năm 2008)
  - Tiếng Catalunya
  - Tiếng Tagalog
  - Tiếng Hebrew
  - Tiếng Indonesia
  - Tiếng Latvia
  - Tiếng Litva
  - Tiếng Serbia
  - Tiếng Slovak
  - Tiếng Slovene
  - Tiếng Ukraina
  - Tiếng Việt
- Giai đoạn 12: (từ ngày 1 tháng 10 năm 2008 đến ngày 1 tháng 10 năm 2009, áp dụng bàn phím ảo cho một số ngôn ngữ)
  - Tiếng Azerbaijan Latin
  - Tiếng Ireland
  - Tiếng Iceland
  - Tiếng Armenia
  - Tiếng Bantu
  - Tiếng Ba Tư
  - Tiếng Basque
  - Tiếng Bengal
  - Tiếng Belarus
  - Tiếng Haiti
  - Tiếng Dravida
  - Tiếng Estonia
  - Tiếng Galicia
  - Tiếng Gruzia
  - Tiếng Gujarat
  - Tiếng Hungary
  - Tiếng Hy Lạp
  - Tiếng Latinh
  - Tiếng Mã Lai (hỗ trợ dịch thẳng từ tiếng Indonesia)
  - Tiếng Macedonia
  - Tiếng Tamil
  - Tiếng Thái
  - Tiếng Thổ Nhĩ Kỳ
  - Tiếng Urdu
  - Tiếng Wales
  - Tiếng Yiddish
- Giai đoạn 13: (giai đoạn thay đổi Google)
  - Quốc tế ngữ
  - Tiếng Lào
  - Tiếng Afrikaans